# Islam in Neuseeland

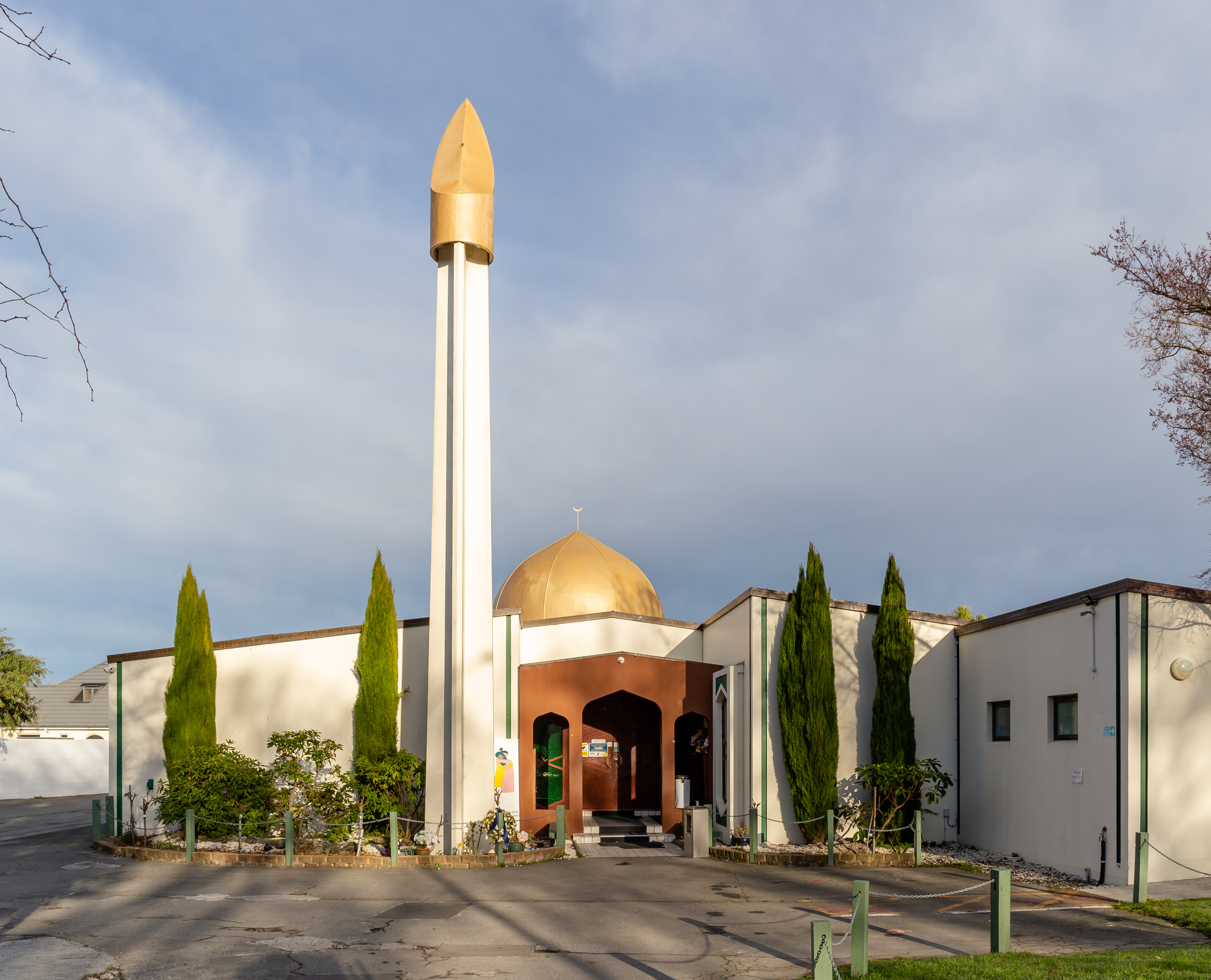
Al-Noor-Moschee in Christchurch

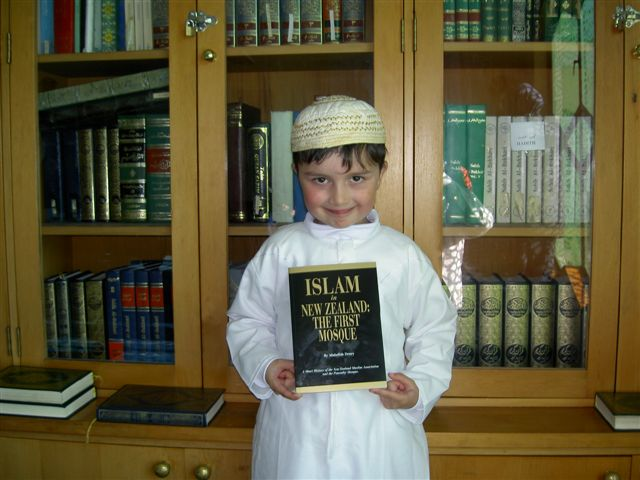
Muslimischer Junge in der Canterbury Moschee 2007

Der Islam in Neuseeland ist eine verhältnismäßig kleine und neue Religionsgemeinschaft.
Die ersten muslimischen Migranten waren chinesische Goldsucher in den 1870er Jahren. Einige muslimische Einwanderer aus Indien und politische Flüchtlinge aus dem kommunistischen Osteuropa (aus Albanien und dem damaligen Jugoslawien) siedelten sich in den Jahren 1900 bis 1960 an. In den 1990er Jahren kamen viele weitere muslimische Einwanderer hinzu.
Die erste islamische Organisation, die New Zealand Muslim Association (Neuseeland Muslim Gesellschaft), wurde 1950 in Auckland gegründet. Sie baute das erste islamische Haus im Jahre 1959. 1979 bauten sie die erste Moschee in ganz Neuseeland. 
1979 wurde die erste landesweite islamische Organisation, die Federation of Islamic Associations of New Zealand, gesetzlich geschützt. Mazhar Krasniqi, geboren 1931 in Priština, Kosovo war der erste Präsident. Er leitete die New Zealand Muslim Association in den 1970er und 1980er Jahren. Am 31. Dezember 2002 wurde ihm vom Generalgouverneur von Neuseeland eine Auszeichnung für besondere Verdienste verliehen, die er am 4. April 2003 in Wellington entgegennahm.
Die Muslim Association of Canterbury (Muslimische Gesellschaft Canterburys) wurde 1977 gegründet. Sie baute zwischen 1984 und 1985 mit der Al-Noor-Moschee in Christchurch, die erste Moschee der Südinsel.
Heute leben über 36.000 Muslime in Neuseeland. Viele sind Einwanderer und Flüchtlinge, dazu kommen einige tausend Konvertiten.
Am 15. März 2019 wurden bei einem Anschlag auf zwei Moscheen in Christchurch in der Al-Noor-Moschee 41 Menschen und im Linwood Islamic Centre weitere sieben Muslime getötet.